# ミハウ・ボンキェビッチ
ミハウ・ボグスワフ・ボンキェビッチ（Michał Bogusław Bąkiewicz, 1981年3月22日 - ）は、ポーランドの元男子バレーボール選手、指導者である。元ポーランド代表。
「バキュビッチ」や「バキェビッチ」と呼ばれたこともある。

## 来歴
ピョートルクフ・トルィブナルスキ出身。ポーランド代表では2006年の世界選手権で銀メダルを獲得したポーランド代表チームのメンバー。2009年のヨーロッパチャンピオンの称号を獲得した。 2011年、アルゼンチンとの試合に勝利した後、ワールドリーグのポーランドで史上初のメダルを獲得した。
2014年に現役引退し指導者に転身。

## 所属クラブ

### 選手
- SMS PZPSスパワ（1997-2000）
- AZSチェンストホヴァ（2000-2003）
- EKSスクラ・ベウハトゥフ（2003-2004）
- AZSオルシュティン（2004-2007）
- PGEスクラ・ベウハトゥフ（2007-2013）
- AZSチェンストホヴァ（2013-2014）

### 指導者
- AZSチェンストホヴァ（2014-2017）
- SMS PZPSスパワ（2021-2022）
- PGEスクラ・ベウハトゥフ（2022-）